# Parabotha
Parabotha is een geslacht van wantsen uit de familie van de Reduviidae (Roofwantsen). Het geslacht werd voor het eerst wetenschappelijk beschreven door Kormilev in 1984.

## Soorten
Het genus bevat de volgende soorten:

- Parabotha singularis Kormilev, 1984
- Parabotha whiteheadi Kormilev, 1984